# Francisco de Melo
Don Francisco de Melo (Estremoz, 1597 – Madrid, 1651), markies van Torrelaguna, graaf van Assumar, was van 1641 tot 1644 (interim) landvoogd van de Zuidelijke Nederlanden.
Voordat Francisco de Melo naar de Zuidelijke Nederlanden kwam, had hij al een indrukwekkende politieke carrière achter de rug. Van 1632 tot 1636 was hij ambassadeur van Spanje in Genua. In 1638 werd hij benoemd tot onderkoning van Sicilië. Twee jaar later, in 1640 werd hij ambassadeur in Wenen.
Francisco de Melo is vooral bekend van de (verloren) Slag bij Rocroi.

## Voorouders
| Voorouders van Francisco de Melo (1595-1651) | Voorouders van Francisco de Melo (1595-1651)                                  | Voorouders van Francisco de Melo (1595-1651)                                  | Voorouders van Francisco de Melo (1595-1651)                                  | Voorouders van Francisco de Melo (1595-1651)                                  | Voorouders van Francisco de Melo (1595-1651)                                 | Voorouders van Francisco de Melo (1595-1651)                                 | Voorouders van Francisco de Melo (1595-1651)                                 | Voorouders van Francisco de Melo (1595-1651)                                 |
| -------------------------------------------- | ----------------------------------------------------------------------------- | ----------------------------------------------------------------------------- | ----------------------------------------------------------------------------- | ----------------------------------------------------------------------------- | ---------------------------------------------------------------------------- | ---------------------------------------------------------------------------- | ---------------------------------------------------------------------------- | ---------------------------------------------------------------------------- |
| Overgrootouders                              | Rodrigo de Melo (1468-1545) ∞ Leonor Almeida (-1525)                          | Rodrigo de Melo (1468-1545) ∞ Leonor Almeida (-1525)                          | Jacobus I van Bragança (1479-1532) ∞ Juana van Medonça (-1580)                | Jacobus I van Bragança (1479-1532) ∞ Juana van Medonça (-1580)                | ?(-) ∞ ? (-)                                                                 | ?(-) ∞ ? (-)                                                                 | ?(-) ∞ ? (-)                                                                 | ?(-) ∞ ? (-)                                                                 |
| Grootouders                                  | Francisco de Melo van Ferreira (1513-1588) ∞ Eugenia van Bragança (1525-1559) | Francisco de Melo van Ferreira (1513-1588) ∞ Eugenia van Bragança (1525-1559) | Francisco de Melo van Ferreira (1513-1588) ∞ Eugenia van Bragança (1525-1559) | Francisco de Melo van Ferreira (1513-1588) ∞ Eugenia van Bragança (1525-1559) | ?(-) ∞ ? (-)                                                                 | ?(-) ∞ ? (-)                                                                 | ?(-) ∞ ? (-)                                                                 | ?(-) ∞ ? (-)                                                                 |
| Ouders                                       | Constantijn van Braganza (1558-1607) ∞ Beatriz de Silveira de Castro (-1639)  | Constantijn van Braganza (1558-1607) ∞ Beatriz de Silveira de Castro (-1639)  | Constantijn van Braganza (1558-1607) ∞ Beatriz de Silveira de Castro (-1639)  | Constantijn van Braganza (1558-1607) ∞ Beatriz de Silveira de Castro (-1639)  | Constantijn van Braganza (1558-1607) ∞ Beatriz de Silveira de Castro (-1639) | Constantijn van Braganza (1558-1607) ∞ Beatriz de Silveira de Castro (-1639) | Constantijn van Braganza (1558-1607) ∞ Beatriz de Silveira de Castro (-1639) | Constantijn van Braganza (1558-1607) ∞ Beatriz de Silveira de Castro (-1639) |